# Toxorhina (Toxorhina) incerta
Toxorhina (Toxorhina) incerta is een tweevleugelige uit de familie steltmuggen (Limoniidae). De soort komt voor in het Oriëntaals gebied.